# Zwangsaussiedlungen an der innerdeutschen Grenze

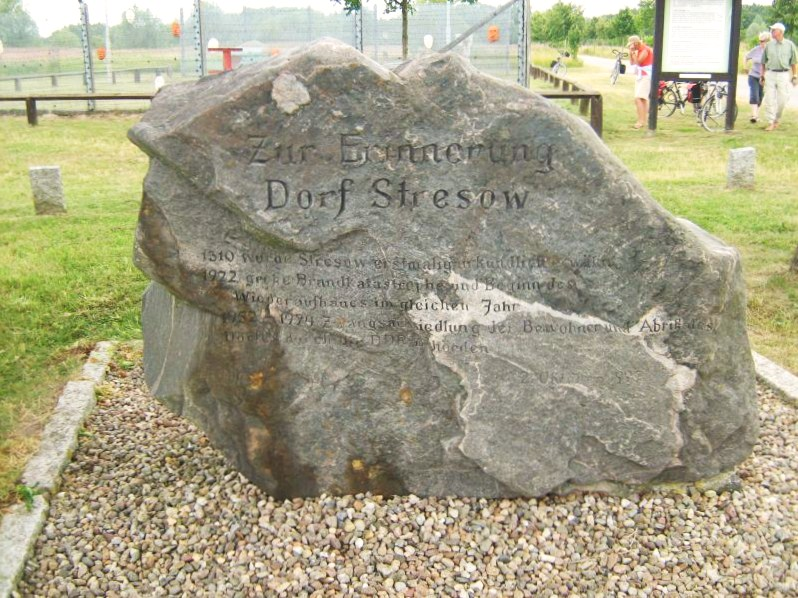
Gedenkstein für das während der Aktion geräumte Dorf Stresow

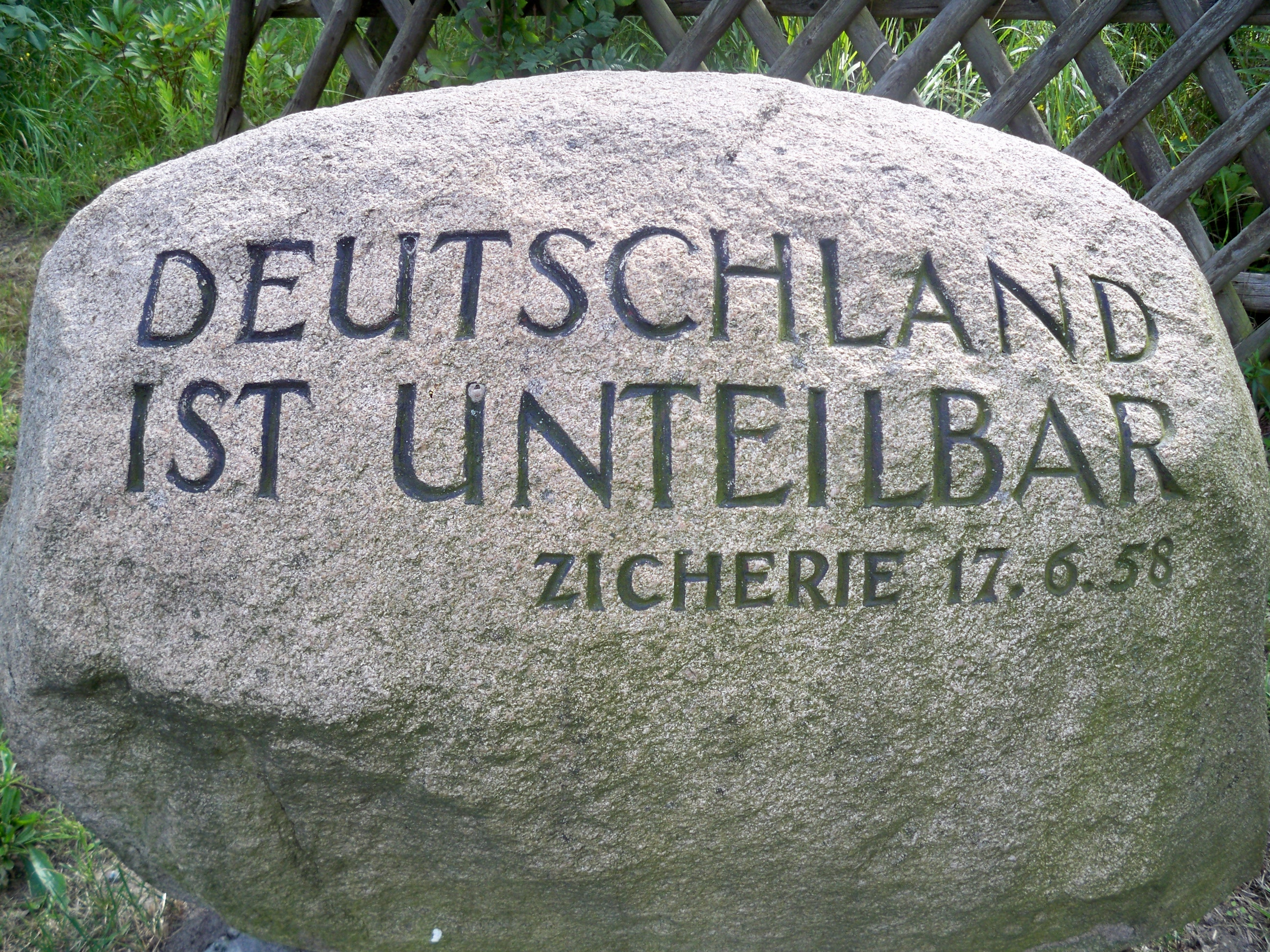
Gedenkstein des ehemaligen Doppelortes Zicherie (heute Niedersachsen)-Böckwitz (Sachsen-Anhalt), abgerissen wurden im Jahr 1952 Teile des auf DDR-Gebiet liegenden Dorfteiles Böckwitz

Als Zwangsaussiedlungen an der innerdeutschen Grenze bezeichnet man zwei große, generalstabsmäßig angelegte Operationen der DDR, die im Juni 1952 als „Aktion Grenze“ und in Thüringen als „Aktion Ungeziefer“ und im Oktober 1961 als „Aktion Festigung“ und „Aktion Kornblume“ mit dem Ziel durchgeführt wurden, in politischer Hinsicht als unzuverlässig eingeschätzte Personen aus dem Sperrgebiet entlang der innerdeutschen Grenze zu entfernen.

## Aktion Ungeziefer
„Aktion Ungeziefer“ war ein in Thüringen gebrauchter Tarnname (im Gebrauch waren auch die Bezeichnungen Aktion Grenze und Aktion G) für eine vom Ministerium für Staatssicherheit (MfS) der DDR vorbereiteten und von der Volkspolizei durchgeführten Zwangsumsiedlungsaktion. In ihrem Verlauf wurden zwischen Mai und Juni 1952 von der Staatsführung als „politisch unzuverlässig“ eingeschätzte Bürger (illegale Grenzgänger und ehemalige Nationalsozialisten) mit ihren Familien zwangsweise von der innerdeutschen Grenze in das Landesinnere umgesiedelt. Grundlage und Auslöser dieser Aktion war die vom Ministerrat am 26. Mai 1952 beschlossene „Verordnung über Maßnahmen an der Demarkationslinie zwischen der Deutschen Demokratischen Republik und den westlichen Besatzungszonen Deutschlands“ (Gesetzblatt [GBl.] der DDR Nr. 65 vom 27. Mai 1952 [Ausgabetag], S. 405). Offiziell wurde die „Festigung“ der innerdeutschen Grenze als Ziel genannt. Federführend für die Aktion war der Staatssekretär beim Ministerpräsidenten der DDR und vormalige Thüringer Ministerpräsident Werner Eggerath.
Der thüringische Innenminister und kommissarische Ministerpräsident Willy Gebhardt war für die Umsetzung der „Aktion Ungeziefer“ in Thüringen verantwortlich. Von ihm stammt eine handschriftliche Notiz an den damaligen 2. Landesvorsitzenden und Landessekretär der SED in Thüringen, Otto Funke, zur Anzahl der aus den Grenzgebieten in das Innere der DDR zwangsumzusiedelnden Menschen „Otto, diese Zahlen hat mir eben Gen. König durchgegeben. Das wäre das Ergebnis der Kommissionsarbeit zur Beseitigung des Ungeziefers.“. In einer weiteren Überlieferung erhält durch die genannte handschriftliche Mitteilung des thüringischen Innenministers Willy Gebhardt vom 9. Juni 1952 an den 2. Landessekretär der SED in Thüringen, Otto Funke, die erste große Welle der Zwangsaussiedlung, die „Aktion X“ und ihre Nachfolgeaktion „X“, erst den späteren legendären Namen „Aktion Ungeziefer“.

## Aktion Festigung/Kornblume

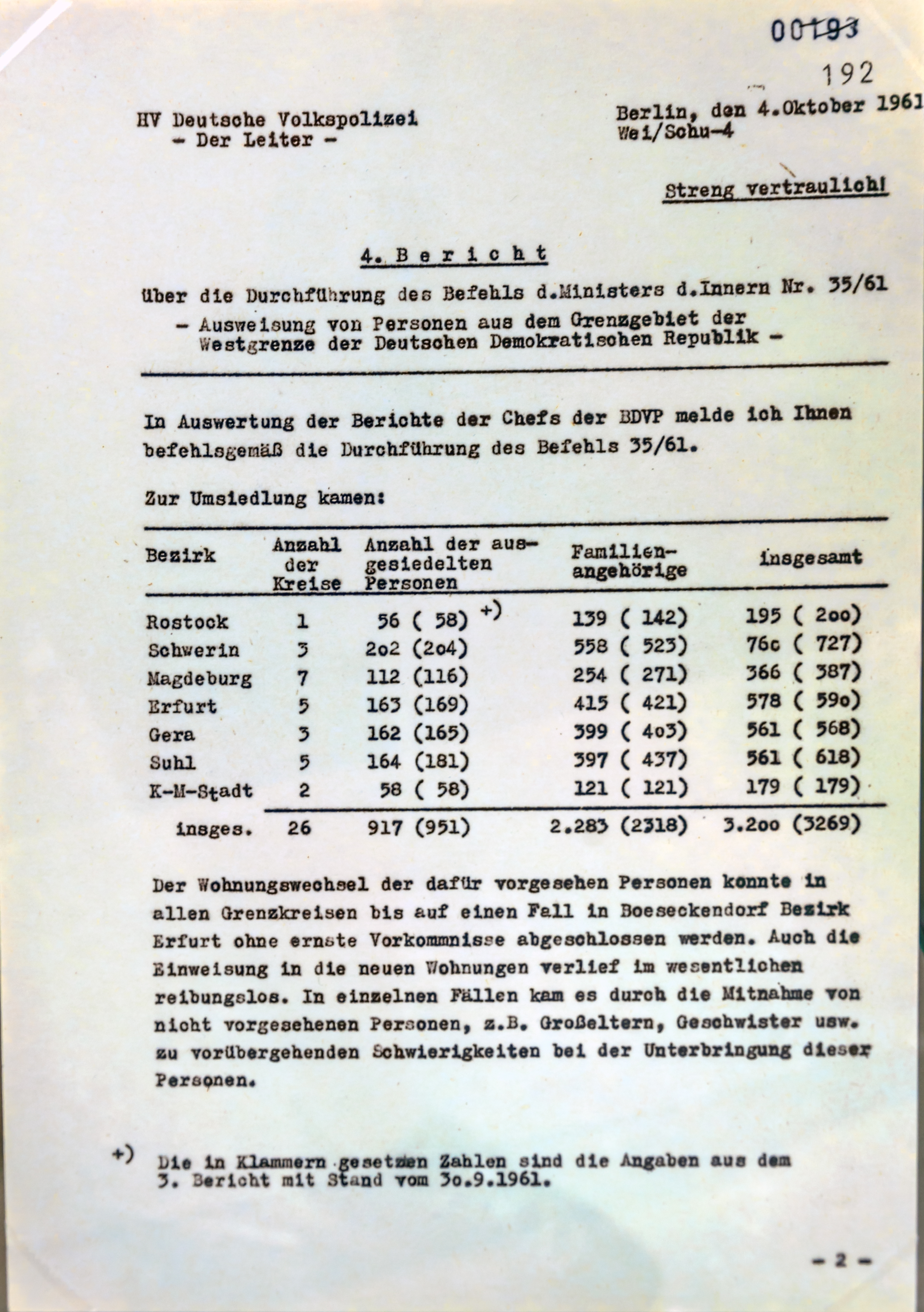
Rapport der Volkspolizeiführung über die Ausführung des Befehls Nr. 35/61 anlässlich der Aktion Festigung. Ausgestellt im Haus der Geschichte

Eine ähnliche Aktion, die von den Einsatzleitungen in den Bezirken verschieden genannt wurde, wie: im Bezirk Erfurt „Aktion Kornblume“, im Bezirk Magdeburg „Aktion Neues Leben“, im Bezirk Suhl „Aktion Blümchen“, im Bezirk Karl-Marx-Stadt „Aktion Frische Luft“, im Bezirk Gera „Aktion Grenze“ und in den Bezirken Rostock und Schwerin „Aktion Osten“, fand im Oktober 1961 statt.

## Durchführung

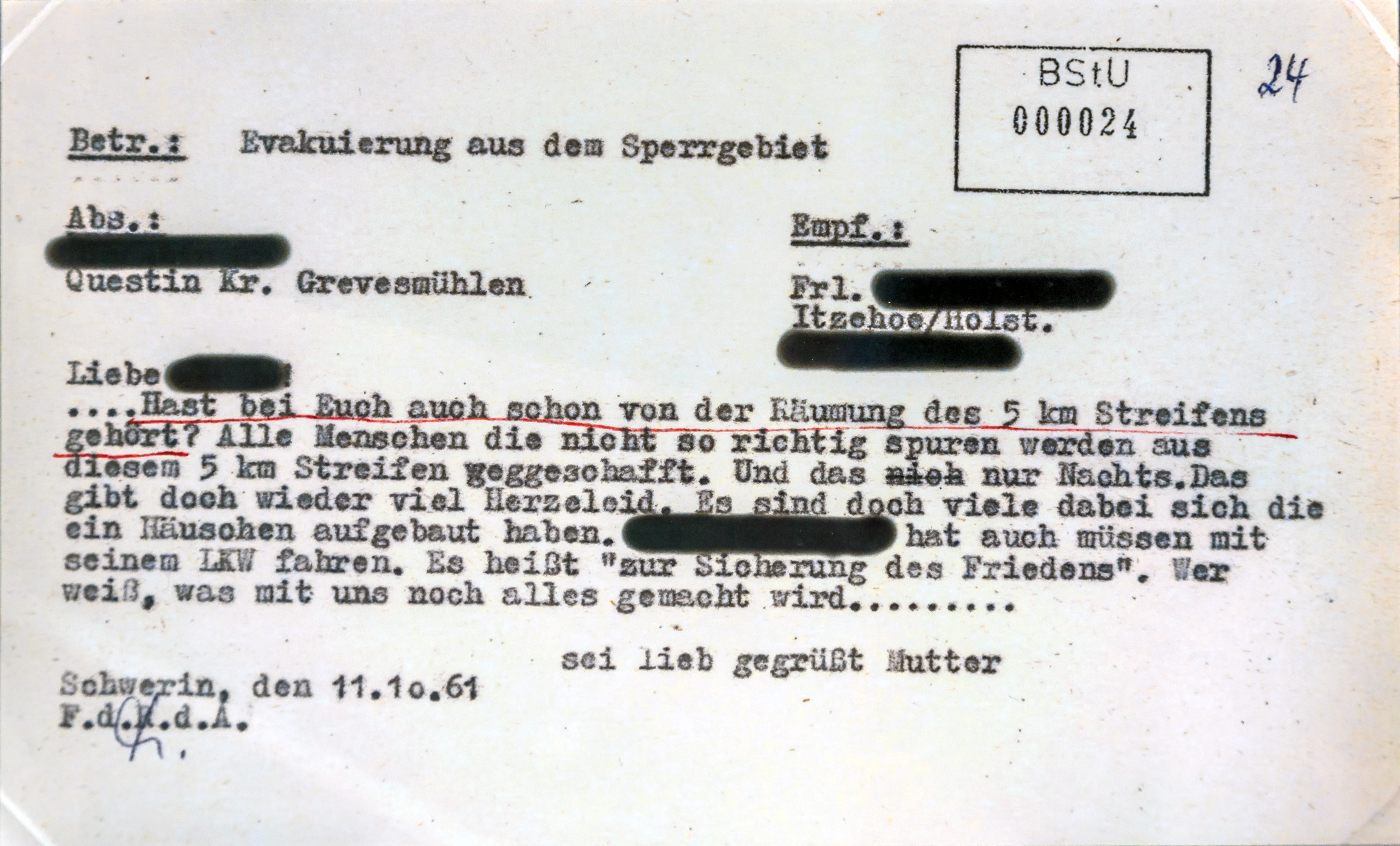
Brieftext einer Betroffenen über den Ablauf der Aktion Festigung zur Sicherung des Friedens vom 11. Oktober 1961. Ausgestellt im Haus der Geschichte

Die Einschätzung der „politischen Unzuverlässigkeit“ erfolgte oft willkürlich (zum Teil auch durch Denunziationen von Nachbarn), sodass von der Zwangsumsiedlung Bürger mit Westkontakten, Kirchgänger, ehemalige Angehörige der NSDAP und ihrer Gliederungen, aber auch Bauern, die ihr Ablieferungssoll an den Staat nicht erfüllten, und Menschen, die sich in irgendeiner Form negativ über den Staat geäußert hatten, erfasst wurden. Vereinzelt stellten sich ganze Dörfer diesen Zwangsmaßnahmen entgegen, sodass die Umsiedlung nur unter Einsatz von Verstärkungskräften und um einige Tage verzögert stattfinden konnte. Betroffene erzählen, dass sie samt ihrem Hab und Gut auf einen Güterwagen der Bahn regelrecht verladen wurden; sie fuhren los, ohne ein Ziel zu kennen. Angekommen, wies man ihnen eine Wohnung oder ein Haus zu, das wertmäßig keineswegs dem entsprach, um das man sie gebracht hatte.
Die Aktion Ungeziefer fand nach Unterzeichnung des Generalvertrags der Bundesrepublik Deutschland mit den westlichen Besatzungsmächten zur Etablierung des neuen DDR-Grenzregimes statt, die Aktion Kornblume aufgrund der Verordnung über Aufenthaltsbeschränkung vom 24. August 1961. An den neuen Wohnorten wurde den Nachbarn erzählt, es handele sich um Kriminelle. Dies hatte zur Folge, dass ihnen dort zunächst kein normales soziales Leben möglich war. Den Betroffenen hingegen wurde die Zwangsumsiedlung als eine notwendige Maßnahme zur Sicherung des Friedens begründet. Ziel dieser Lügen war es, die politischen Gründe der Umsiedlungsaktion zu vertuschen.
Im Zusammenhang mit den Zwangsaussiedlungen aus dem Grenzgebiet sind sechs Suizide nachgewiesen.

## Historische Rezeption
Von Historikern wird davon ausgegangen, dass bei den Aktionen „Ungeziefer“ (1952) und „Festigung“ (1961) insgesamt zwischen 11.000 und 12.000 Menschen umgesiedelt wurden und sich ca. 3.000 Menschen dieser Maßnahme durch Flucht aus der DDR entzogen. Für Aufsehen sorgte die gemeinsame Flucht von 34 Menschen aus Billmuthausen im Juni 1952 sowie von 53 Menschen aus Böseckendorf im Oktober 1961. Beide Orte liegen in Thüringen. Mehrfach kam es in Medien zu Diskussionen über eine fehlende Entschädigung der durch die Umsiedlungsaktionen in der DDR Vertriebenen.
Der deutsche Fernsehfilm Böseckendorf – Die Nacht, in der ein Dorf verschwand, unter der Regie von Oliver Dommenget, wurde 2009 veröffentlicht. Die Handlung basiert auf die spektakuläre Massenflucht von 53 Bewohnern der Gemeinde Böseckendorf, die am 2. Oktober 1961 aus der DDR in die Bundesrepublik Deutschland flohen.

## Betroffene Orte (unvollständig)

### In Brandenburg und (Ost)-Berlin
- Lenzen und mehrere Orte in der heutigen Gemeinde Lenzerwische an der Elbe, ehemals Kreis Westprignitz (ab 1953 Bezirk Schwerin, seit 1992 wieder Land Brandenburg, Kreis Prignitz), gelegen im Vierländereck mit Meckl./Vorpom.-Niedersachsen-Sachsen/Anhalt. 1952 wurden allein aus der Stadt über 250 „Schädlinge“ ausgesiedelt, für 1961 enthält die Liste im Staatsarchiv in Schwerin 94 unerwünschte Einwohner. Bei beiden Aktionen waren es überwiegend selbständige Handwerker, Geschäftsleute und Bauern mit ihren Familien, die innerhalb weniger Stunden zwangsausgesiedelt wurden – s. Literatur.

### In Mecklenburg-Vorpommern
- ehem. Bardowiek, nun Gemeindegebiet Selmsdorf, 1977–1989 geschleift, Trafohaus als Denkmal sowie eine Infotafel erhalten, liegt im Landkreis Nordwestmecklenburg etwa zwei Kilometer von Lübecks Stadtgrenze entfernt, Landkreis Nordwestmecklenburg (ehem. Kreis Grevesmühlen)
- ehem. Bothenhorst, 1961 geschleift, Teil der Gemeinde Lüdersdorf, an der Wakenitz zwischen dem Ratzeburger See und Lübeck, Landkreis Nordwestmecklenburg
- ehem. Brunshorst, 1961 geschleift, Teil der Gemeinde Lüdersdorf, an der Wakenitz zwischen dem Ratzeburger See und Lübeck, Landkreis Nordwestmecklenburg
- ehem. Huntenhorst (gegenüber Müggenbusch), 1961 geschleift, Teil der Gemeinde Lüdersdorf, an der Wakenitz zwischen dem Ratzeburger See und Lübeck, Landkreis Nordwestmecklenburg
- ehem. Koosdorf, Einzelgehöft im Norden der Halbinsel Jasmund, zwangsumgesiedelt und abgerissen, das Gehöft befand sich 1400 m westlich von Bisdamitz und circa 225 m südlich der Steilküste zur Ostsee, der nächstgelegene Ort ist Bobbin etwa 2,5 km südlich, Landkreis Vorpommern-Rügen, Ostseeküste
- ehem. Lankow (bei Mustin), ab 1952 zwangsumgesiedelt, 1976 geschleift, bei Gemeinde Dechow, Gebäudereste, Obstbäume und ein Gedenkstein von 2009 erhalten, Landkreis Nordwestmecklenburg
- ehem. Lenschow, Ortsteil von Lüdersdorf, geschleift, Landkreis Nordwestmecklenburg (ehem. Kreis Grevesmühlen)
- ehem. Ort Neuhof bei Gadebusch, geschleift, Landkreis Nordwestmecklenburg
- ehem. Neu-Zweedorf, ab 1952 Zwangsumsiedlung, insgesamt wurden 9 Bauern- und 5 Arbeiterfamilien abtransportiert, Abriss bis 1982, 2011 neue Kapelle Zweedorf eingeweiht, Teil von Schwanheide, Landkreis Ludwigslust-Parchim
- Rüterberg, Ortsteil der Stadt Dömitz, teilabgerissen, ab 1952 Zwangsumsiedlungen, 1961 wurden 26 Grundstücke eingeebnet, 1989 Dorfrepublik Rüterberg ausgerufen, Denkmal der Deutschen Teilung, südlicher Landkreis Ludwigslust-Parchim
- ehem. Stoffershorst, Teil der Gemeinde Lüdersdorf, 1961 geschleift, an der Wakenitz zwischen dem Ratzeburger See und Lübeck, Stoffershorst befand sich auf dem Ostufer der Wakenitz direkt gegenüber von Absalonshorst, heute Naturschutzgebiet Wakenitzniederung, keine Reste, Landkreis Nordwestmecklenburg
- Sülsdorf, Ortsteil von Selmsdorf, im Nordwesten des Landkreises Nordwestmecklenburg, Mecklenburg-Vorpommern
- ehem. Wahlsdorf (auch: Wahlstorf), Ortsteil von Lüdersdorf, geschleift, Landkreis Nordwestmecklenburg (ehem. Kreis Grevesmühlen)
- ehem. Wendisch Lieps, geschleift, bei Gresse, Landkreis Ludwigslust-Parchim

### In Mecklenburg/Niedersachsen
- Das rechtselbische Amt Neuhaus gehörte bis zum Ende des Zweiten Weltkrieges zum Landkreis Lüneburg und damit zur preußischen Provinz Hannover. Nach Ende des Krieges gehörte es für kurze Zeit zur britischen Besatzungszone (wie der gesamte Landkreis Lüneburg); am 30. Juni 1945 wurde es an die sowjetische Besatzungszone übergeben und ins Land Mecklenburg eingegliedert. Nach der Wiedervereinigung beschlossen die neugewählten Gemeinderäte der acht zugehörigen Gemeinden einstimmig einen Wechsel des Amtes Neuhaus zurück in den Landkreis Lüneburg und damit nach Niedersachsen.

SED, Volkspolizei und Staatssicherheit siedelten 1952 im Rahmen der „Aktion Grenze“ Menschen aus 23 Dörfern des Amtes Neuhaus zwangsweise um. Deren Häuser und Höfe lagen an der F 195 (heute: B 195) und vor allem an der Elbe.
Im Herbst 1961 betraf die Zwangsaussiedlung der „Aktion Festigung“ im Amt Neuhaus 17 Familien mit 59 Angehörigen aus 14 Orten, u. a. aus Tripkau, Kaarßen, Zeetze, Haar, Neu Wendischthun, Niendorf, Darchau, Privelack und Sumte. Die Grenzorte Vockfey und Kolepant wurden geschleift, in Pommau und Neu Schutschur standen nur noch wenige Häuser.

### In Sachsen
- Burgstein, Zwangsumsiedlungen, Vogtlandkreis
- Ebersberg, Vogtlandkreis, 1978 geschleift.
- Grobau, Ortsteil von Weischlitz, Vogtlandkreis
- Hasenreuth, Vogtlandkreis, um 1952 geschleift.
- Schwarzenreuth?, Ortsteil von Krebes, Vogtlandkreis
- ehem. Weiler Stöckigt, geschleift, ehem. Ortsteil von Grobau bei Weischlitz, Vogtlandkreis
- ehem. Weiler Markusgrün, geschleift, ehem. Ortsteil von Heinersgrün bei Weischlitz, Vogtlandkreis
- Posseck (Gemeinde Triebel, Vogtlandkreis), 1952 Zwangsumsiedlung
- ehem. Ramoldsreuth, ab 1964 abgerissen wohl wegen Grenznähe aber unter dem Argument des Baus der Talsperre Dröda
- ehem. Troschenreuth, zerstört 1972, ehem. 2 km südöstlich von Wiedersberg im Feilebachtal, heute Landschaftsschutzgebiet, erhalten blieb eine Erbbegräbnisstätte in ruinösem Zustand, eine neuere Infotafel an der Straße erinnert an den Ort, Vogtlandkreis
- Weiler Ullitz, Ortsteil von Trogen, sächsischer Teil von Ullitz geschleift, nahe Wiedersberg, Vogtlandkreis, nun Naturschutzgebiet An der Ullitz
- Weischlitz?, Vogtlandkreis
- Wiedersberg, nach 1960 betroffen, Teil der Gemeinde Triebel, vermutlich Zwangsumsiedlungen, belegte Gebäudeabrisse, Vogtlandkreis

### In Sachsen-Anhalt
- Böckwitz, Stadtteil von Klötze, um 1952 Zwangsumsiedlungen und einige Häuser abgerissen, ehem. Doppeldorf Böckwitz-Zicherie, Gedenkstein von 1958 in Zicherie und Grenzlehrpfad in Böckwitz, Altmarkkreis Salzwedel
- ehem. Grabenstedt und/oder Groß-Grabenstedt, geschleift, Teil der Gemeinde Henningen, Altmarkkreis Salzwedel
- Hanum, 1952 Zwangsumsiedlung, Teil der Gemeinde Jübar, Altmarkkreis Salzwedel
- Hötensleben, 1952 Zwangsumsiedlungen, Grenzdenkmal Hötensleben mit original erhaltenen DDR-Grenzanlagen und Gedenkstätte, Landkreis Börde
- ehem. Jahrsau, 1952–1961 Zwangsumsiedlung, geschleift 1970, nordöstlich von Salzwedel, alte Pflastersteinstraße mit Obstbäumen und Mauerreste erhalten, sowie Infotafel
- ehem. Stresow, 1952 zwangsumgesiedelt, 1974 geschleift, im Ortsteil Aulosen der Gemeinde Aland, zwei Kilometer nordnordwestlich von Aulosen, 13 Kilometer nordwestlich von Krüden, Gedenk- und Begegnungsstätte Stresow[18], Landkreis Stendal

### In Thüringen
- Berkach, 1952 wurden 18 Familien zwangsumgesiedelt, Teil des Deutsch-deutschen Freilandmuseums, Teil von Grabfeld, Landkreis Schmalkalden-Meiningen
- ehem. Billmuthausen im Heldburger Land, zwischen Heldburg in Thüringen und Gauerstadt in Bayern, Landkreis Hildburghausen, am Flüsschen Rodach, 1951 Massenflucht, 1961 wurden zwei Familien zwangsumgesiedelt und bis 1978 der Ort geschleift, erhalten: Trafoturm und Friedhof, neu errichtet: Gedenkkapelle, Mahnkreuz, Gedenkplatte
- Böseckendorf, Ortsteil von Teistungen, Massenfluchten 1961 und 1963, Errichtung der Siedlung Neu-Böseckendorf im niedersächsischen Angerstein auf Initiative eines westdeutschen Pfarrers
- ehem. Christiansgrün nahe Tettau, geschleift, Landkreis Sonneberg[19]
- Dankmarshausen, Zwangsumsiedlungen nach 1961, (Werra-Suhl-Tal), Wartburgkreis
- Dippach?, Wartburgkreis
- ehem. Dornholz, zwischen 1965 und 1982 geschleift, im südlichen Saale-Orla-Kreis in Thüringen. Die einstige Streusiedlung Dornholz gehörte zur damaligen Gemeinde Venzka bei Hirschberg
- Ecklingerode, Landkreis Eichsfeld
- Emstadt, Teilabriss, Ortsteil von Schalkau, Zwangsumsiedlung und 1976 Abriss vieler leerstehender Höfe, Landkreis Sonneberg
- ehem. Erlebach, ehem. Ortsteil von Ummerstadt, im Heldburger Land, zwischen Ummerstadt und Lindenau in Thüringen, geschleift 1975–1986, Dorfteich und Gedenktafel erhalten, Landkreis Hildburghausen
- ehem. Eschenborn bei Ebenau, Gemeinde Buchenau, 1962 bis 1964 zwangsumgesiedelt und abgerissen, ehem. Teil der Gemeinde Creuzburg, Wartburgkreis
- Gerstungen?, vermutlich ab 1961 betroffen gewesen, Wartburgkreis
- Görsdorf?, Stadt Schalkau, Grenzdenkmal Görsdorf, Landkreis Sonneberg
- ehem. Gut Greifenstein unterhalb der Burg Greifenstein im Eichsfeld bei Großtöpfer, geschleift, Landkreis Eichsfeld
- Großensee, sicher betroffen gewesen von Zwangsumsiedlungen da direkt im Grenz-Sperrgebiet gelegen, Wartburgkreis
- ehem. Heiligenroda, 1961 wurden die ersten Bewohner im Rahmen der „Aktion Kornblume“ zwangsausgesiedelt, 1975 wurden die letzten Gebäude in Heiligenroda abgerissen und eingeebnet, ehem. Ortsteil von Oberzella bei Stadt Vacha, der Ort lag 338 m über dem Meeresspiegel an der Ortsverbindungsstraße von Oberzella nach Vitzeroda, Wartburgkreis
- Heubisch, Ortsteil von Föritz, 1952 zwölf Familien zwangsumgesiedelt, Landkreis Sonneberg
- ehem. Ihlefeld auf dem Kamm des Hainich, durch die Ausbaupläne der NVA für den Schießplatz Weberstedt musste Ihlefeld 1964 geräumt werden. Der Gebäudebestand der Siedlung Ihlefeld und Vorwerk Reckenbühl wurde durch ein Abbruch-Kommando eingeebnet, Gemeinde Mülverstedt, Unstrut-Hainich-Kreis
- ehem. Vorwerk Karnberg (des Rittergutes Kleintöpfer) auf dem gleichnamigen Berg, 1952 geschleift, an der ehemaligen Hofstelle gibt es noch einige alte Linden und Kellerreste, in unmittelbarer Nähe ein DDR-Grenzturm, ungefähr 1,5 Kilometer westlich von Wendehausen, Teil der Gemeinde Südeichsfeld, Unstrut-Hainich-Kreis
- ehem. Kaulsroth, geschleift 1961–1962, lag südlich von Mogger an der Grenze zu Bayern, Landkreis Sonneberg
- ehem. Rittergut und Schloss Keudelstein, 1978 geschleift, Reste von Kellergewölben vorhanden und neu angelegter Teich, ungefähr zwei Kilometer ostsüdöstlich des Dorfes Döringsdorf unter dem Berg Keudelskuppe, Landkreis Eichsfeld
- ehem. Kleintöpfer, abgerissen 1964 inkl. Ziegelei, Gut und Vorwerk Karnberg, Areal nun Teil von Wendehausen, Unstrut-Hainich-Kreis
- ehem. Kohlbachshof, ein Vierseithof, 1952 und 1972 Zwangsumsiedlungen, abgerissen, nun Gemeinde Schleid, etwa zwei Kilometer südöstlich befindet sich der thüringische Ort Andenhausen, Wartburgkreis, Thüringen
- ehem. Korberoth, 1972 bis 1984 zwangsumgesiedelt und geschleift, Dorfteich erhalten, 1991 Gedenkstein errichtet, jährlich ein Gedenkgottesdienst, im südlichen Landkreis Sonneberg (Thüringen) im Gebiet der Gemeinde Frankenblick
- ehem. Weiler Langwinden, 1972 zwangsumgesiedelt und abgerissen, Gemeinde Motzlar, Wartburgkreis
- ehem. Leitenhausen, Rittergut mit weiteren Häusern, im Heldburger Land bei Gompertshausen, 1971–1972 geschleift, Gedenkstein 1993 errichtet, Landkreis Hildburghausen
- ehem. Lentershagen bei Schachtebich, nach dem Versterben der letzten Bewohner 1982 abgerissen wegen Grenznähe, Landkreis Eichsfeld
- ehem. Liebau, 1952 Massenflucht in die BRD, 1975 geschleift, neuer Gedenkstein, im äußersten Süden Thüringens im Landkreis Sonneberg (auf der Gemarkung der Gemeinde Föritz), nur wenige Dutzend Meter von der thüringisch-bayerischen Grenze entfernt
- ehem. Marschlerhof, in den 1950er Jahren abgerissen, auf dem Gelände befindet sich heute die Grillhütte „Feldablick“ und seit 2012 existiert auch ein Hinweisschild, der Dreiseithof lag auf der Hinteren Hut 2,8 km westlich von Kaltennordheim auf der Hochebene des Pinzlers, Gemeinde Kaltennordheim, Landkreis Schmalkalden-Meiningen
- ehem. Mihlberg, 1962 bis 1964 zwangsumgesiedelt und abgerissen, die Kleinsiedlung befand sich östlich von Creuzburg und südlich von Buchenau auf dem Mihlberg, ehem. Teil der Gemeinde Creuzburg, Wartburgkreis
- Mödlareuth, teilweise Zwangsumsiedlungen 1952. Das Grenzdorf blieb mit einer befestigten Grenze erhalten und wurde daher auch Little Berlin genannt.
- ehem. Gehöft Mückenhof, nahe Gemeinde Geisa, um 1973 ? zwangsumgesiedelt und abgerissen, Wartburgkreis, Thüringen
- (ehem. Ort Neuhof, vermutlich ehem. Ortsteil von Heldburg, Landkreis Hildburghausen)?
- ehem. Niederndorf, 1961 zwangsumgesiedelt, bis 1975 abgerissen, eine Kiesgrube zur Versorgung der DDR-Grenzanlagen zerstörte danach die ehemalige Ortslage weitgehend, ehem. Ortsteil von Oberzella bei Stadt Vacha, es lag dicht am Waldrand unter dem Niederndorfer Graben, einer Schlucht an der Westflanke des Berges Hohe Wart, Wartburgkreis
- ehem. Oberharles, um 1975 beide Gehöfte abgerissen, Oberharles befand sich zwei Kilometer Luftlinie südlich des Ortes Henneberg am Oberlauf des Harlesbaches in einer Höhe von 367 m, Stadt Meiningen, Landkreis Schmalkalden-Meiningen
- ehem. Schwenge, 1961 und 1974 zwangsumgesiedelt, 1974 abgerissen, ehem. Ortsteil von Oberzella bei Stadt Vacha, Schwenge lag etwa einen Kilometer nördlich von Oberzella an der Ortsverbindungsstraße nach Vitzeroda, Wartburgkreis
- ehem. Vorwerk Reckenbühl auf dem Kamm des Hainich, durch die Ausbaupläne der NVA für den Schießplatz Weberstedt musste Ihlefeld 1964 geräumt werden. Der Gebäudebestand der Siedlung Ihlefeld und Vorwerk Reckenbühl wurde durch ein Abbruch-Kommando eingeebnet, Gemeinde Mülverstedt, Unstrut-Hainich-Kreis
- ehem. Ruppers, geschleift, war ein Dorf in der Nähe von Stedtlingen, Landkreis Schmalkalden-Meiningen, Südthüringen
- ehem. Gut Scharfloh, 1972 zwangsumgesiedelt und abgerissen, an der ehemaligen Hofstelle gibt es noch zwei alte Linden des Gutes, einen neu errichteten Schuppen und einen Gedenkstein, ungefähr 1,5 Kilometer nordwestlich von Wendehausen, Teil der Gemeinde Südeichsfeld, Unstrut-Hainich-Kreis
- ehem. Schmerbach, 1974 geschleift bis auf den Friedhof, neuer Gedenkstein vorhanden, war ein Dorf in der Nähe von Helmershausen, Landkreis Schmalkalden-Meiningen, Südthüringen
- ehem. Gehöft Seeleshof bei Walkes, Gemeinde Geisa, 1973 zwangsumgesiedelt und abgerissen, Wartburgkreis
- Stadt Sonneberg, 500 Personen aus dem Kreis Sonneberg verließen Anfang Juni 1952 ihre Heimat Richtung Westdeutschland. 1952 und 1961 Zwangsumsiedlungen, am 6. Juni 1952 insgesamt 381 Personen in den Landkreis Jena verbracht. Betroffen waren 1961 in der Stadt 33 Personen, in den Dörfern des Kreises Sonneberg 22 Menschen.
- Streufdorf, Ortsteil von Straufhain, 1952 u. 1961 Zwangsumsiedlung von 18 Familien und massiver Protest dagegen, Gedenkstein im Ort, Landkreis Hildburghausen
- Sülzfeld, Ortsteil der Stadt Meiningen, Landkreis Schmalkalden-Meiningen
- ehem. Rittergut Taubenthal, geschleift um 1980, ehem. Teil des Dorfes Falken bei Treffurt, Wartburgkreis
- Truckendorf bei Schalkau, „Weihersmühle“ 1961 wegen Grenznähe abgerissen, Landkreis Sonneberg
- Stadt Ummerstadt, 1952–1953 Zwangsumsiedlungen, Landkreis Hildburghausen
- Untersuhl?, Ort Gerstungen, Wartburgkreis
- ehem. Gehöft Weidhof (oder auch: Waidhof), um 1973 ? zwangsumgesiedelt und abgerissen, ehem. Gemeinde Motzlar, Teil von Schleid, Wartburgkreis
- Wiesenfeld, 5. Juni 1952 Zwangsumsiedlung von 19 Menschen geplant; diese 19 und weitere 123 sind an diesem Tag über die „Grüne Grenze“ nach Setzelbach, Hessen, geflohen. Nach intensiven Werbeveranstaltungen vom Rat des Kreises in den darauf folgenden Wochen ist ein Teil der 123 Menschen wieder zurückgegangen.

## Bekannte/Prominente Zwangsumgesiedelte
- Walter Scheler (1923–2008) – 6. Juni 1952 im Rahmen der „Aktion Ungeziefer“ Zwangsumsiedlung mit Frau und Sohn nach Jena; dort Buchhalter, Teilnehmer und Opfer des Aufstands vom 17. Juni 1953, Ehrenbürger Jenas
- Konrad Elmer-Herzig (* 1949) – 1961 Zwangsumsiedlung der Familie aus dem Grenzgebiet von Sülzhayn (Südharz) nach Bleicherode (Kreis Nordhausen)